# مهرداد تهمتن
مهرداد تهمتن مستشار دادگاه کیفری یک استان فارس است. محاکمه نوید افکاری، ورزشکار ایرانی به دنبال اعتراضات مرداد ۹۷ در ایران، قاضی تهمتن را به عموم شناساند به طوری که پیش از آن در کمتر رسانه‌ای میشد نام و نشانی از او یافت. او همچنین مستشار دادگاه در پرونده قتل امام جمعه کازرون بود که به صدور حکم اعدام علیه متهم انجامید. قضات پرونده نوید افکاری را به دلیل نقض حقوق بشر و دادرسی ناعادلانه در لیست تحریم‌های حقوق بشری ایالات متحده آمریکا قرار دارد.

## امضای حکم اعدام در پرونده افکاری
نوید افکاری سنگری، کشتی گیر سابق تیم ملی نوجوانان ایران در تاریخ ۲۲ شهریورماه ۱۳۹۹ اعدام شد. او به اتهامات متعدد از جمله محاربه و همچنین قتل حسن ترکمان، یک مأمور امنیتی در جریان این اعتراضات و  چند اتهام دیگر به دو بار اعدام، ۶ سال و ۶ ماه حبس و ۷۴ ضربه شلاق محکوم شد. یکی از دو حکم اعدام صادره علیه در شعبه اول دادگاه کیفری یک شیراز صادر شد گه مهرداد تهمتن یکی از قضات آن بود.
حسن یونسی، وکیل مدافع نوید افکاری در تاریخ طی گفتگویی با ایلنا اتهام وارده به موکلش را رد کرده و گفته است فیلمی که دادگاه ادعا می‌کند صحنه ارتکاب قتل توسط متهمان را نشان می‌دهد اصلا وجود ندارد.
بر اساس فایل صوتی‌ای که در تاریخ ۱۰ شهریورماه از نوید افکاری منتشر شد، او در جلسه دادگاه اعترافات خود مبنی بر ارتکاب قتل را رد کرده و به صراحت اعلام می‌کند که این اعترافات در مراحل بازجویی تحت فشار و شکنجه از او گرفته شده است.
در فایل صوتی‌ای که سازمان حقوق بشر ایران از جلسه دادگاه منتشر کرده است، نوید افکار در مورد فیلمی که دادگاه ادعا می‌کند توسط دوربین‌های مدار بسته ثبت شده و صحنه ارتکاب قتل را نشان می‌دهد به قاضی دادگاه اعتراض می‌کند و می‌گوید، اگر چنین فیلمی وجود دارد چرا آن را در دادگاه نشان نمی‌دهند. در برابر، قاضی دادگاه در پاسخ به او می‌گوید که نیازی به پخش این فیلم‌ها نیست چون مدارک صورذت جلسه شده و در پرونده موجود است.
این در حالی است که وکیل مدافع نوید افکاری این ادعای دادگاه را رد کرده و می‌گوید، در هیچ جای ادله و مدارکی که در دادگاه به آنها رسیدگی شده است چنین فیلمی وجود ندارد.
در بخش دیگری از فایل‌های صوتی منتشرشده از جلسه دادگاه نوید افکاری قاضی دادگاه به او می‌گوید: «بحث اعدام شوخی نیست. من طوری رای می‌دهم که با خیال راحت طناب بیاندازم دور گردن شما.»
وحید افکاری، برادر دیگر نوید که به اتهام معاونت در قتل و شرکت در اعتراضات مرداد ۱۳۹۷، در مجموع به ۵۴ سال زندان محکوم شده است، در فایلی صوتی که از او منتشر شده است، می‌گوید قاضی تهمتن در پاسخ به درخواست او مبنی بر ارائه مدرک، به او نیشخند زده و بدون اینکه به درخواستش توجهی بکند، با لحنی تمسخرآمیز از او پرسیده است آیا اتهامش را قبول دارد یا نه. وحید افکاری همچنین در این فایل صوتی مخالفت قاضی تهمتن با درخواست او مبنی بر حضور رسانه‌ها و خبرنگاران در جلسه دادگاه را رد کرده است.

## صدور حکم اعدام در پرونده قتل امام جمعه کازرون
جلسه رسید‌‌‌‌‌گی به پروند‌‌‌‌‌ه قتل محمد خرسند امام جمعه کازرون صبح روز ۱۲ تیر ۱۳۹۸ به ریاست قاضی محسن رجایی‌نیا و مستشاری وحید‌‌‌‌‌ اسد‌‌‌‌‌ی و مهرد‌‌‌‌‌اد‌‌‌‌‌ تهمتن د‌‌‌‌‌ر شعبه اول د‌‌‌‌‌اد‌‌‌‌‌گاه کیفری یک استان فارس برگزار شد‌‌‌‌‌. در این جلسه دادگاه حمیدرضا درخشنده، متهم این پرونده به اعدام محکوم شد و حکم او روز چهارشنبه ۶ شهریورماه ۹۸ در کازرون در ملا عام اجرا شد. محمد خرسند در روز چهارشنبه ۸ خرداد ۱۳۹۸ مقابل درب منزلش با ضربات چاقو به قتل رسیده بود.

## تحریم
الیت آبرامز، مسئول ویژه امور ایران در وزارت خارجه آمریکا در تاریخ ۳ مهر ۱۳۹۹  در جلسه شورای روابط خارجه سنا گفت که قاضی‌های دادگاه نوید افکاری در لیست سیاه تحریم‌های این کشور قرار گرفته‌اند. برخی از رسانه‌ها و خبرگزاری‌های داخلی تایید کردند که مهرداد تهمتن نیز زیکی از این قضات تحریم‌شده است.

## همکاری با نیروهای امنیتی
ایران‌وایر در گزارشی که در تاریخ ۵ مهر ۱۳۹۹ منتشر کرده است به نقل از منبعی که از نزیک با قضات شعبه اول دادگاه کیفری یک استان فارس آشنایی دارد قاضی مهرداد تهمتن از جمله قضاتی است که پرونده‌های سفارش‌شده از سو نیروهای امنیتی به او سپرده می‌شود.